# Сулейманов, Зульфугар Дилавер оглы
Зульфугар Дилавер оглы Сулейманов (азерб. Zülfüqar Dilavər oğlu Süleymanov; род. 1982) — азербайджанский тяжёлоатлет, серебряный призёр чемпионата Европы 2009 года.
Сулейманов участвовал на чемпионате мира 2007, где занял 19-е место. На чемпионате Европы 2008 года Сулейманов занимает 4-е место. В 2009 году он стал вице-чемпионом Европы. В этом же году на чемпионате мира Сулейманов занял 6-е место. На чемпионате Европы 2010 года Сулейманов занял 3-е место. Однако, в его крови был обнаружен запрещённый препарат, и Зульфугар Сулейманов был дисквалифицирован на 3 года. В 2013 году Сулейманов вновь участвует на чемпионате Европы и снова занимает 3-место. Первое место же достаётся также представителю Азербайджана Валентину Христову. Однако, в этот раз по итогам допинг-теста у него в крови был обнаружен дегидрометилтестестерон, за что Сулейманов был дисквалифицирован пожизненно.